# Biserica Înălțarea Domnului din Podeni

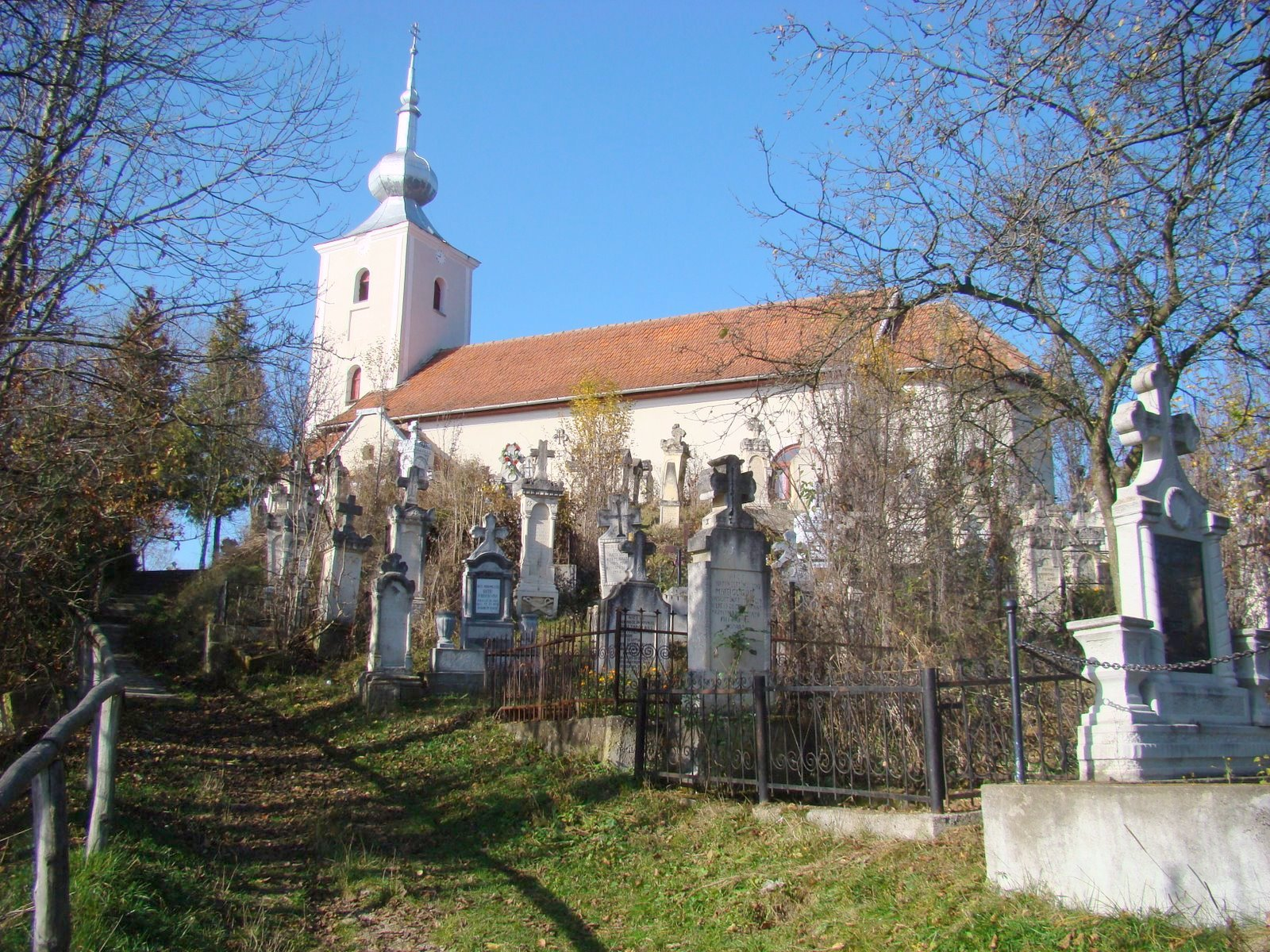
Biserica „Înălțarea Domnului" din satul Podeni, comuna Moldovenești, județul Cluj, foto: noiembrie 2008.

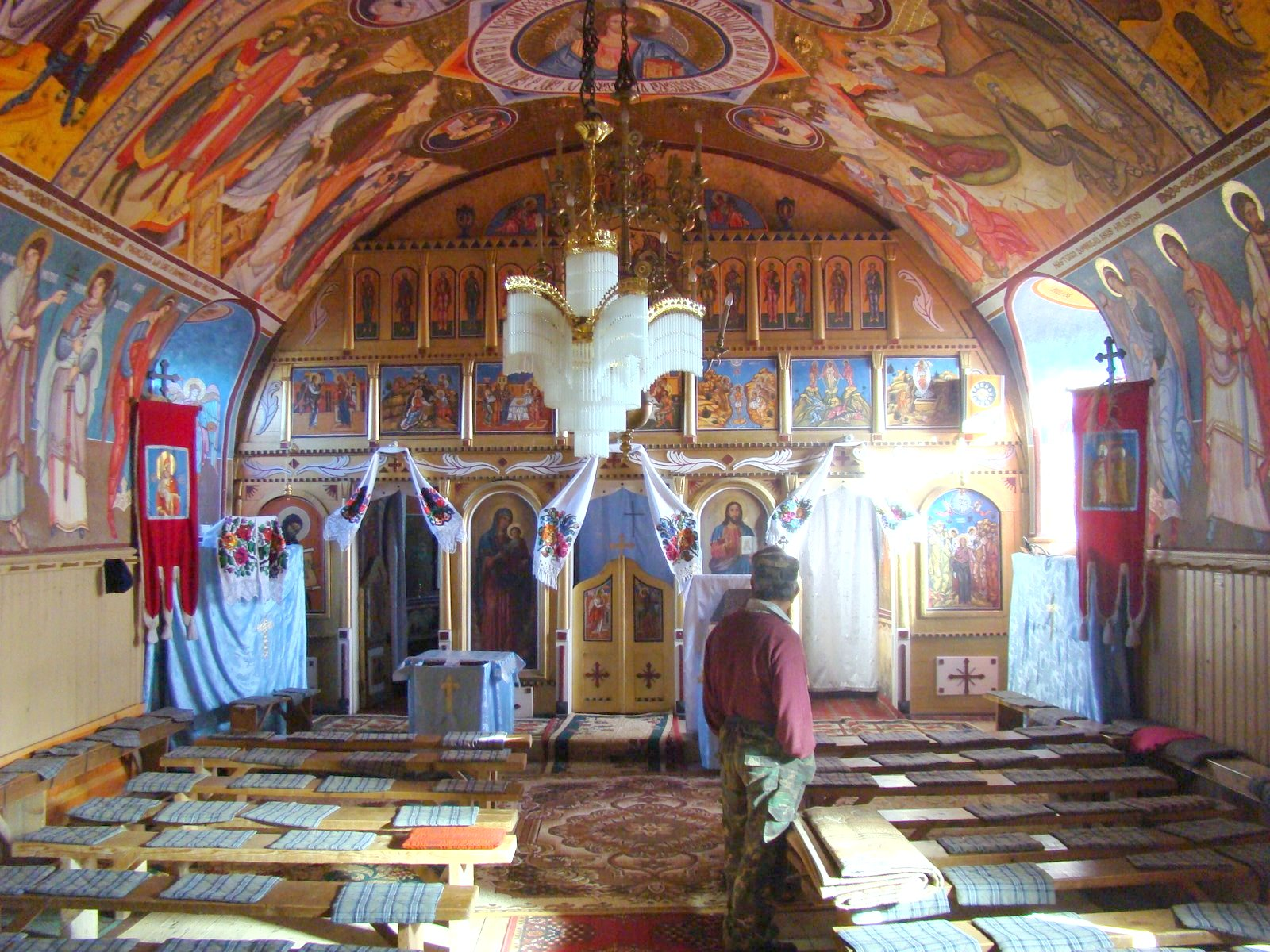
Nava spre iconostas

Biserica „Înălțarea Domnului" din Podeni a fost construită la începutul secolului al XIX-lea. Biserica se află pe noua listă a monumentelor istorice sub codul LMI:  CJ-II-m-B-07738. 

## Istoric și trăsături
Edificarea  bisericii a început în anul 1803 și s-a încheiat cinci ani mai târziu. Biserica a fost construită din piatră. Nava dreptunghiulară, de mari dimensiuni, are două intrări, ambele pe latura sudică. Iconostasul din lemn este atașat de peretele de piatră ce desparte naosul de altar. Lăcașul de cult a fost împodobit iconografic în tehnica „frescă” în anul 1930. Biserica are hramul „Înălțarea Domnului” și a fost resfințită în anul 1998 de episcopul vicar Vasile Someșanul al Arhiepiscopiei Vadului, Feleacului și Clujului.

## Imagini

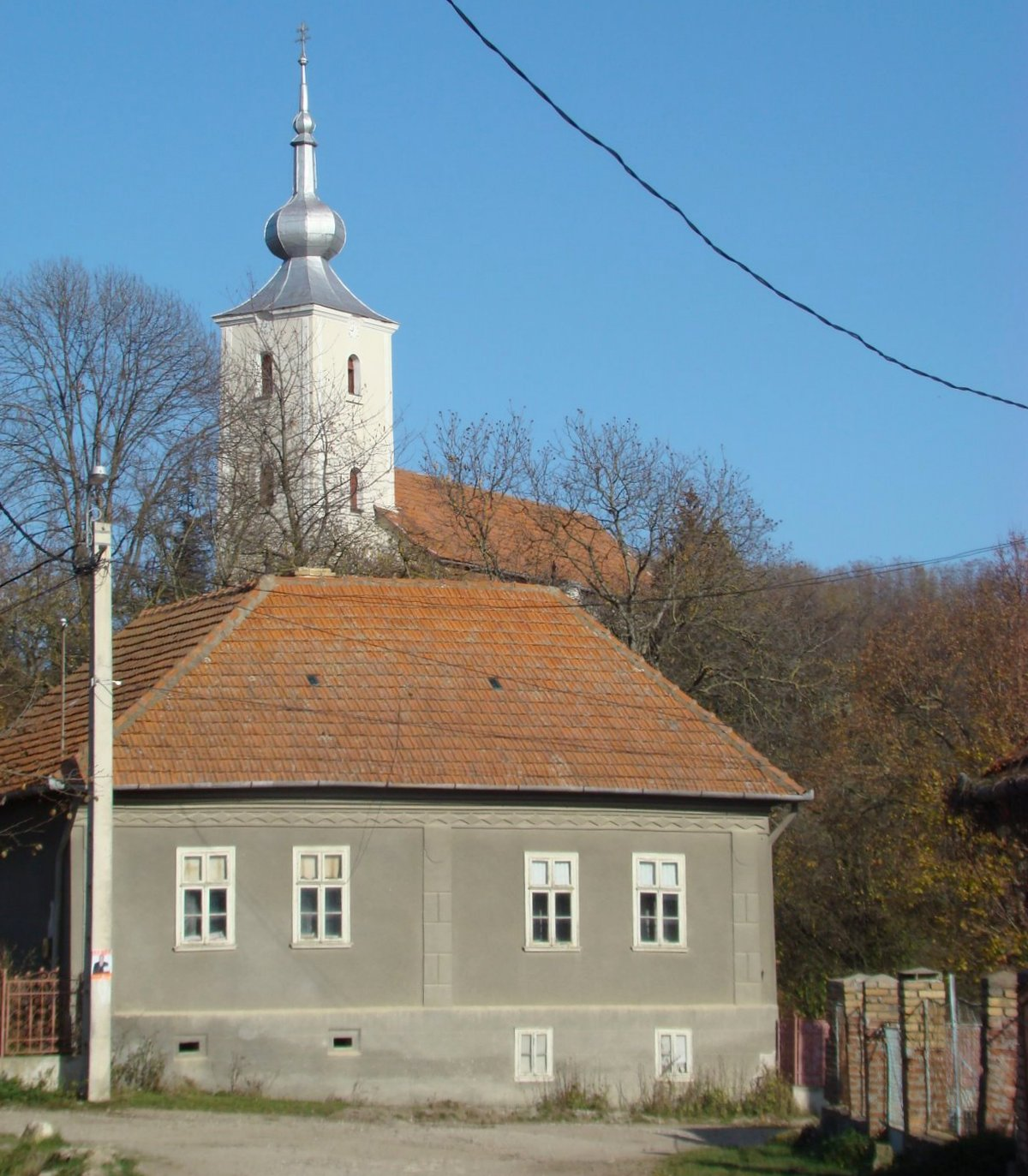
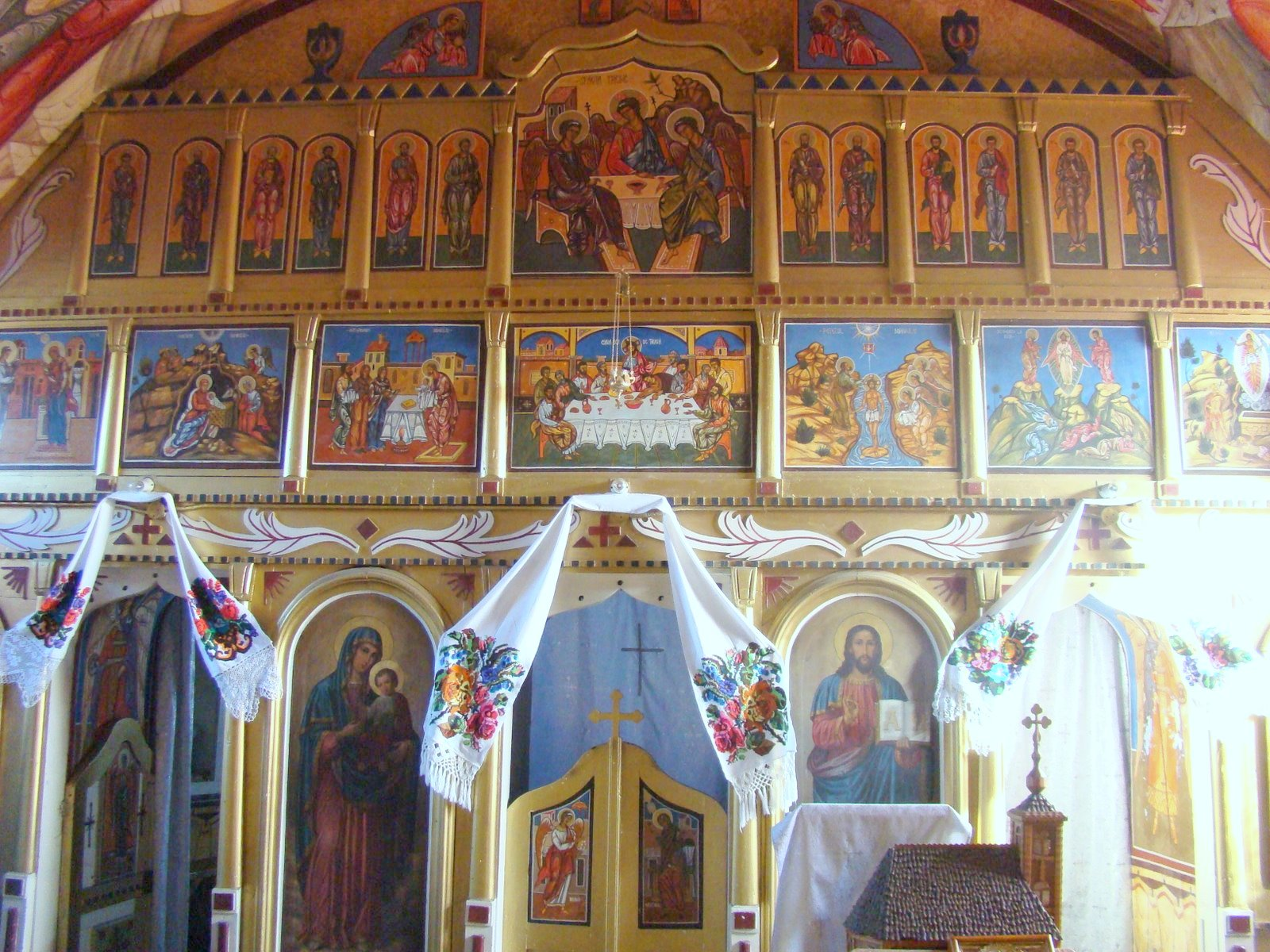
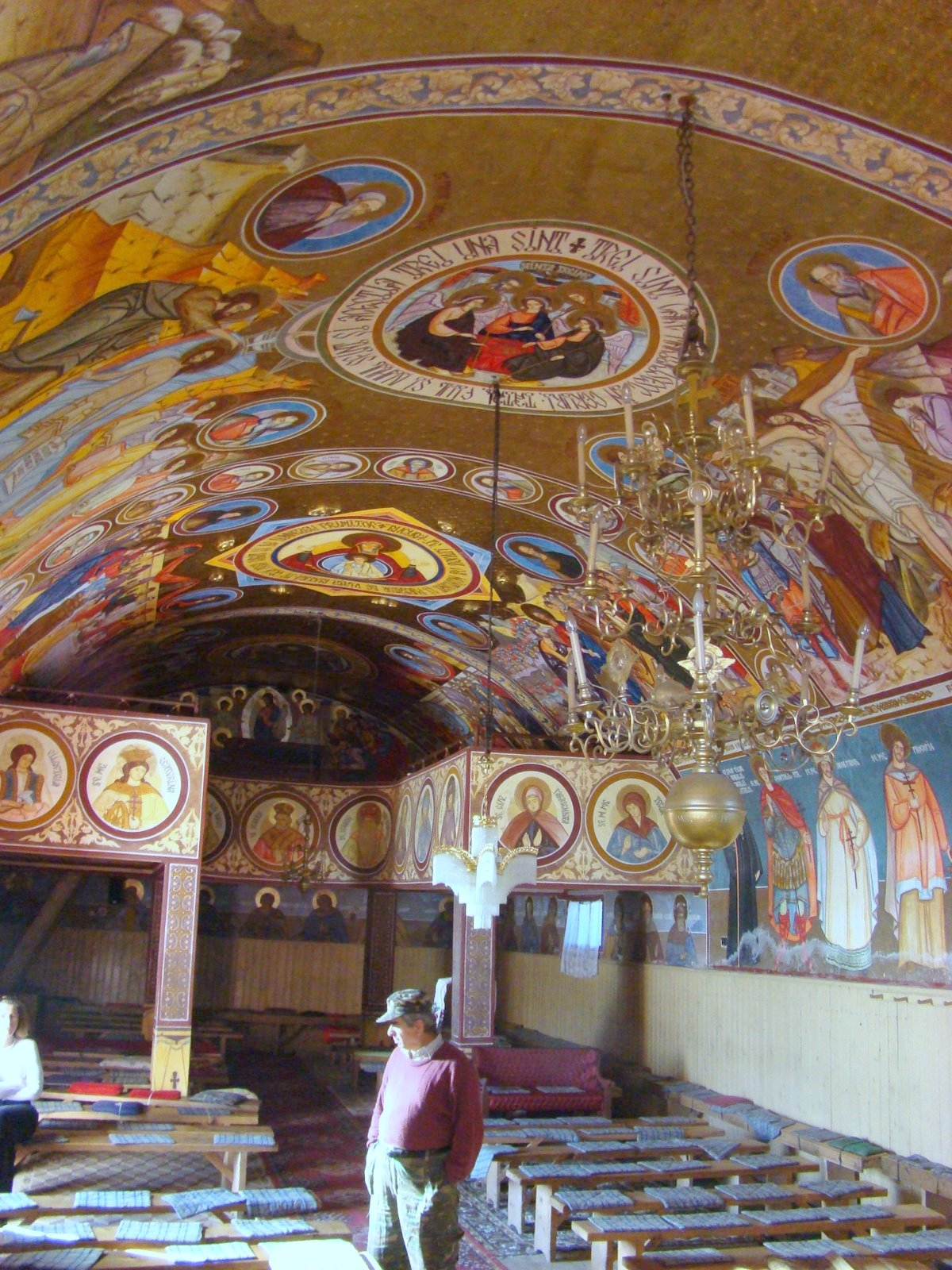
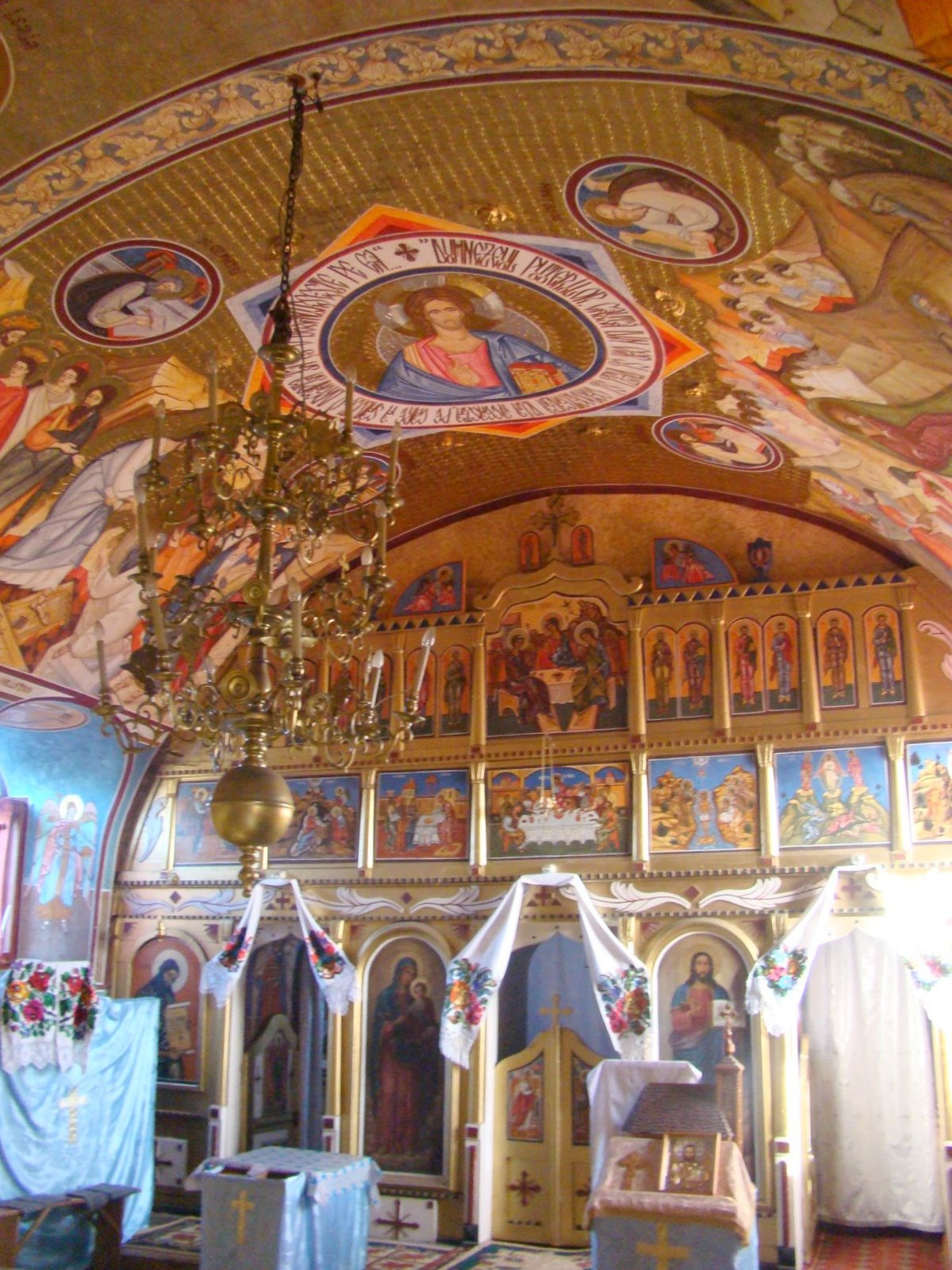
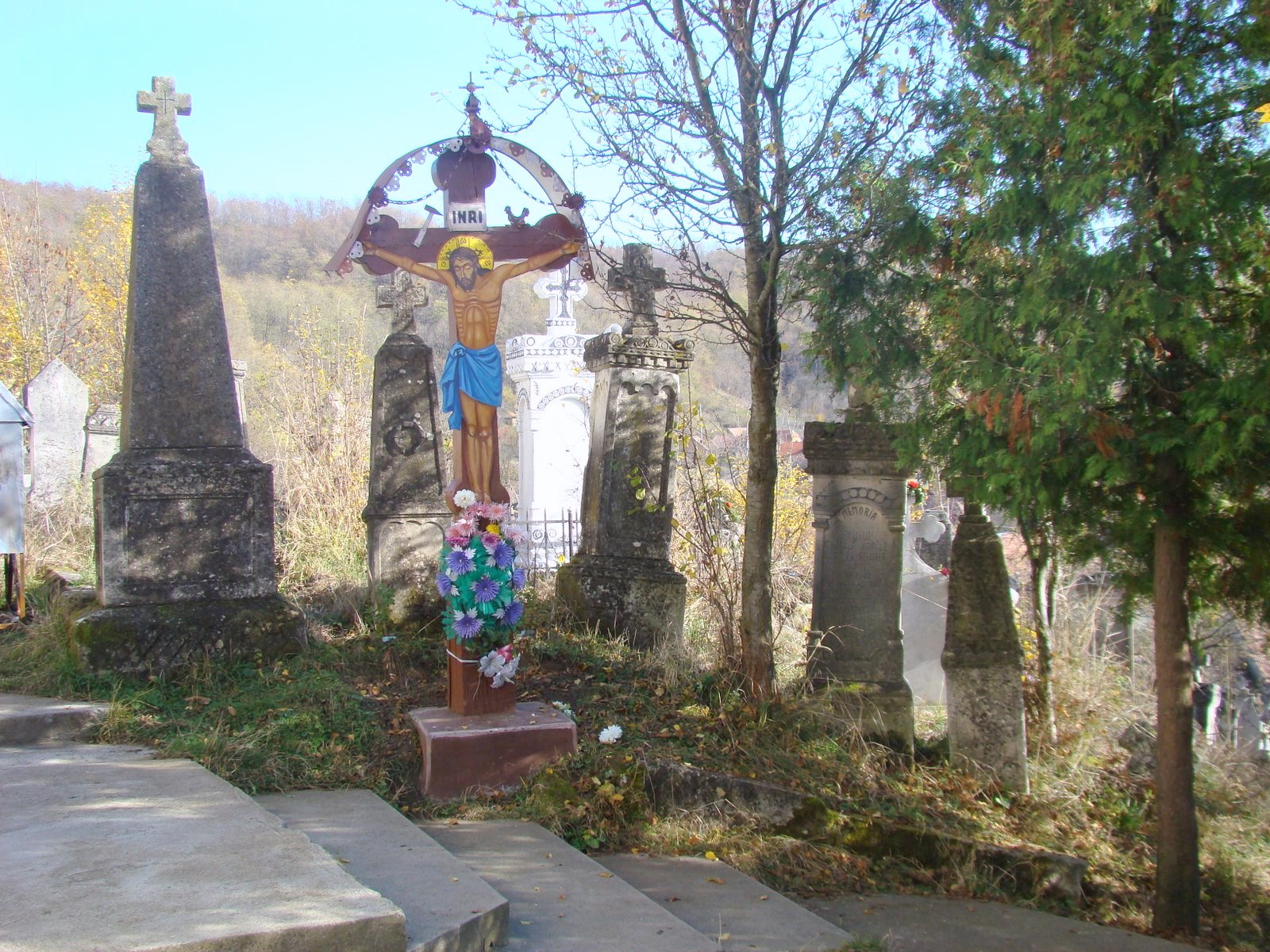
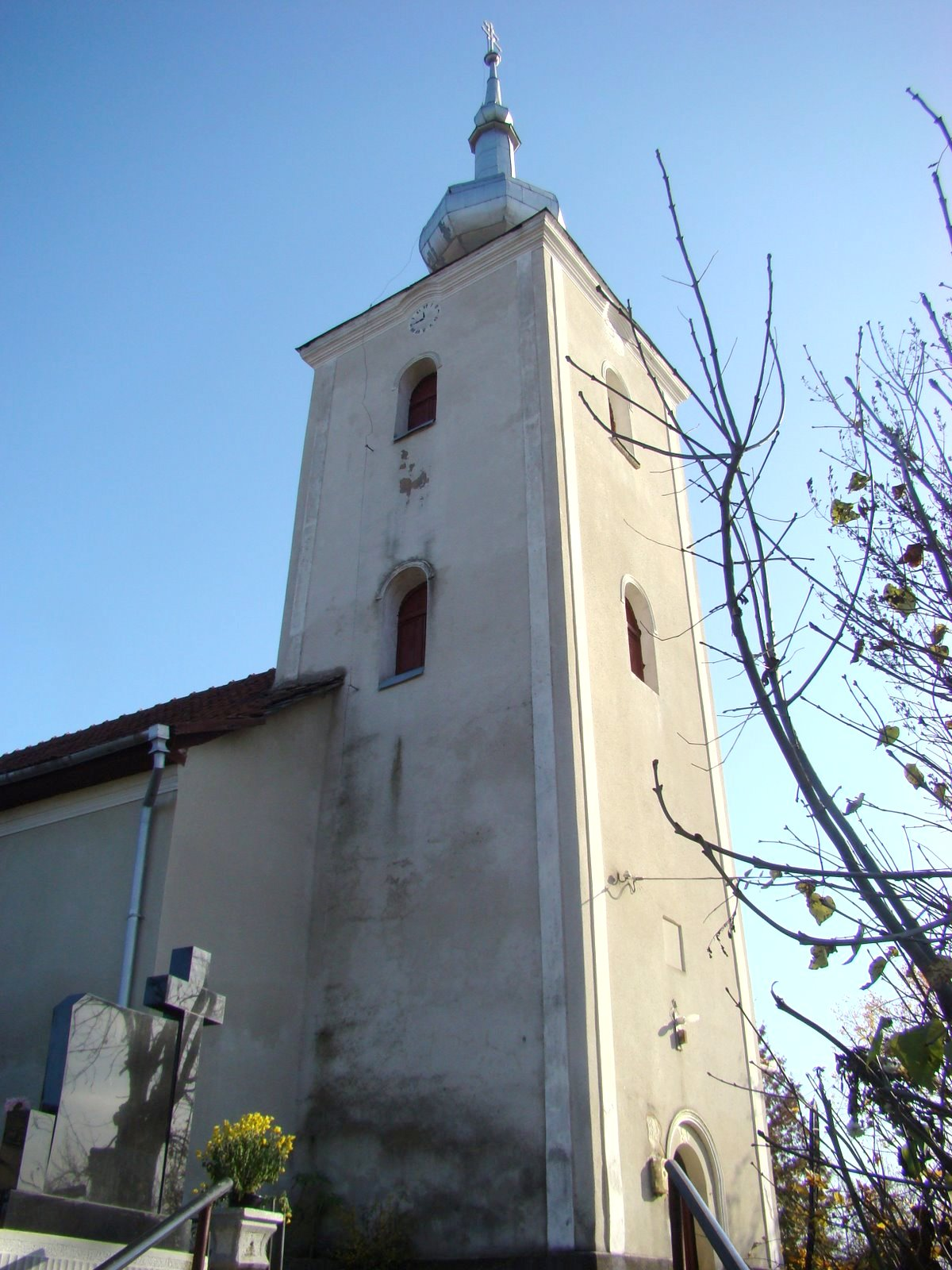
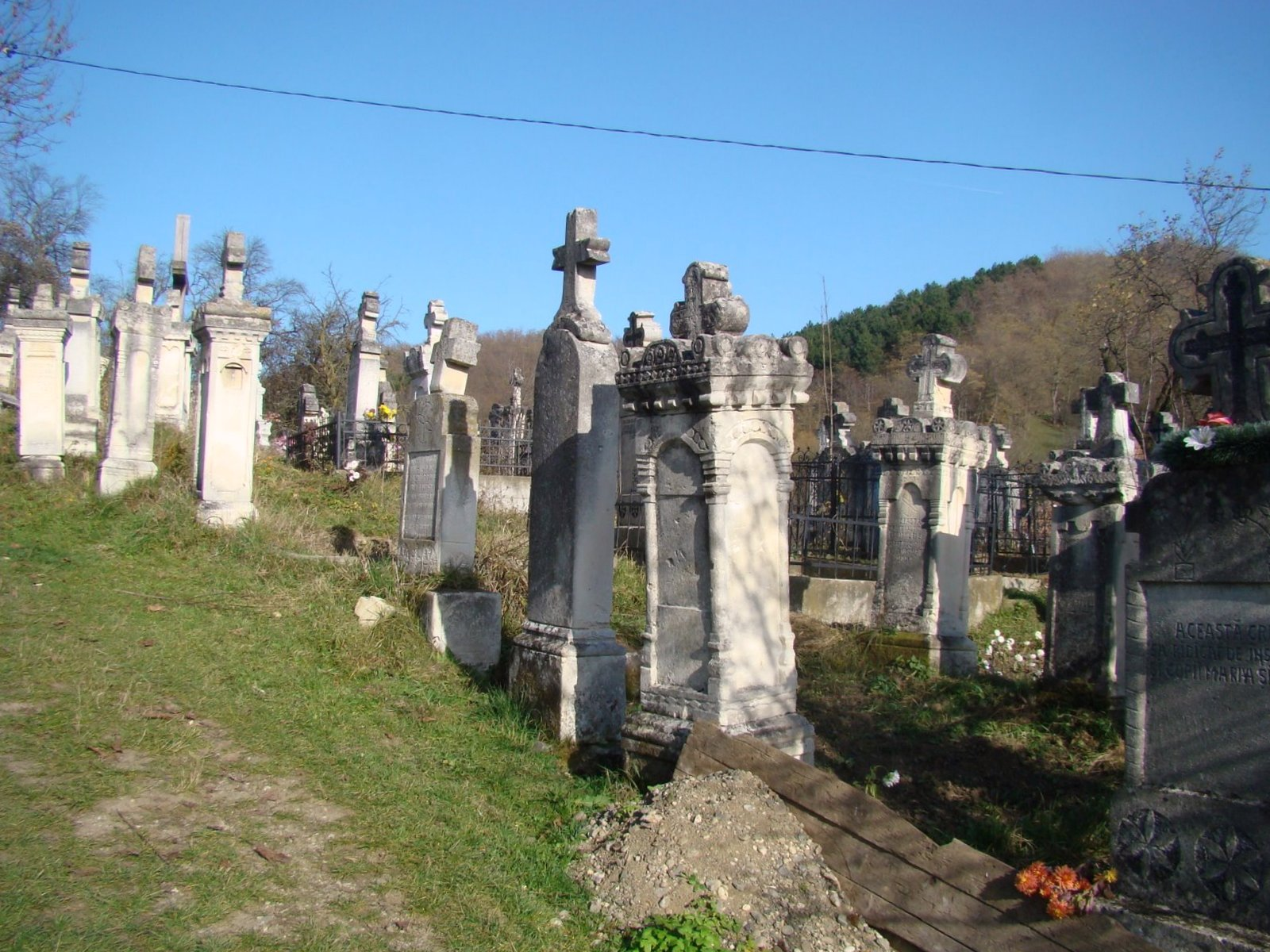
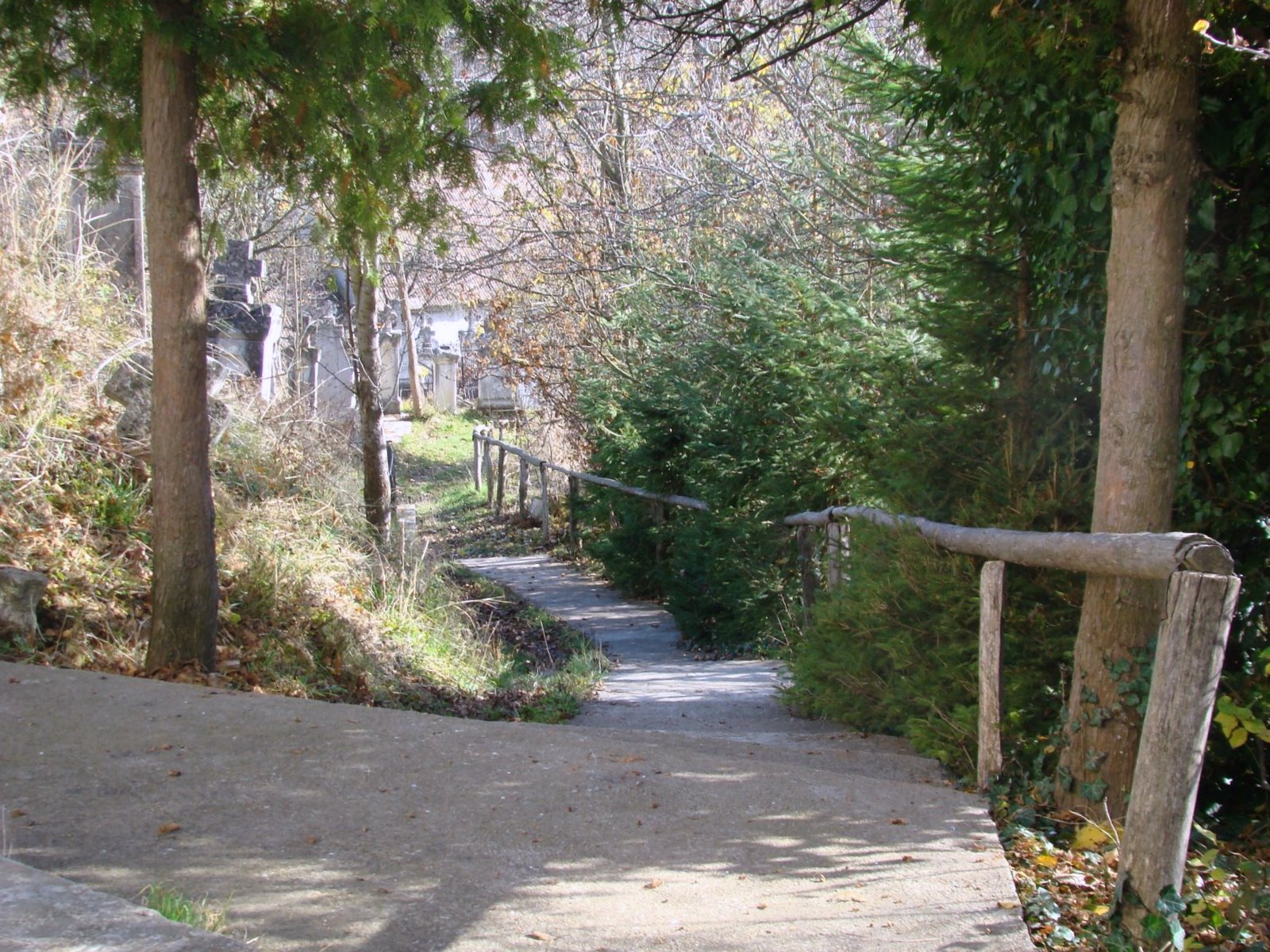
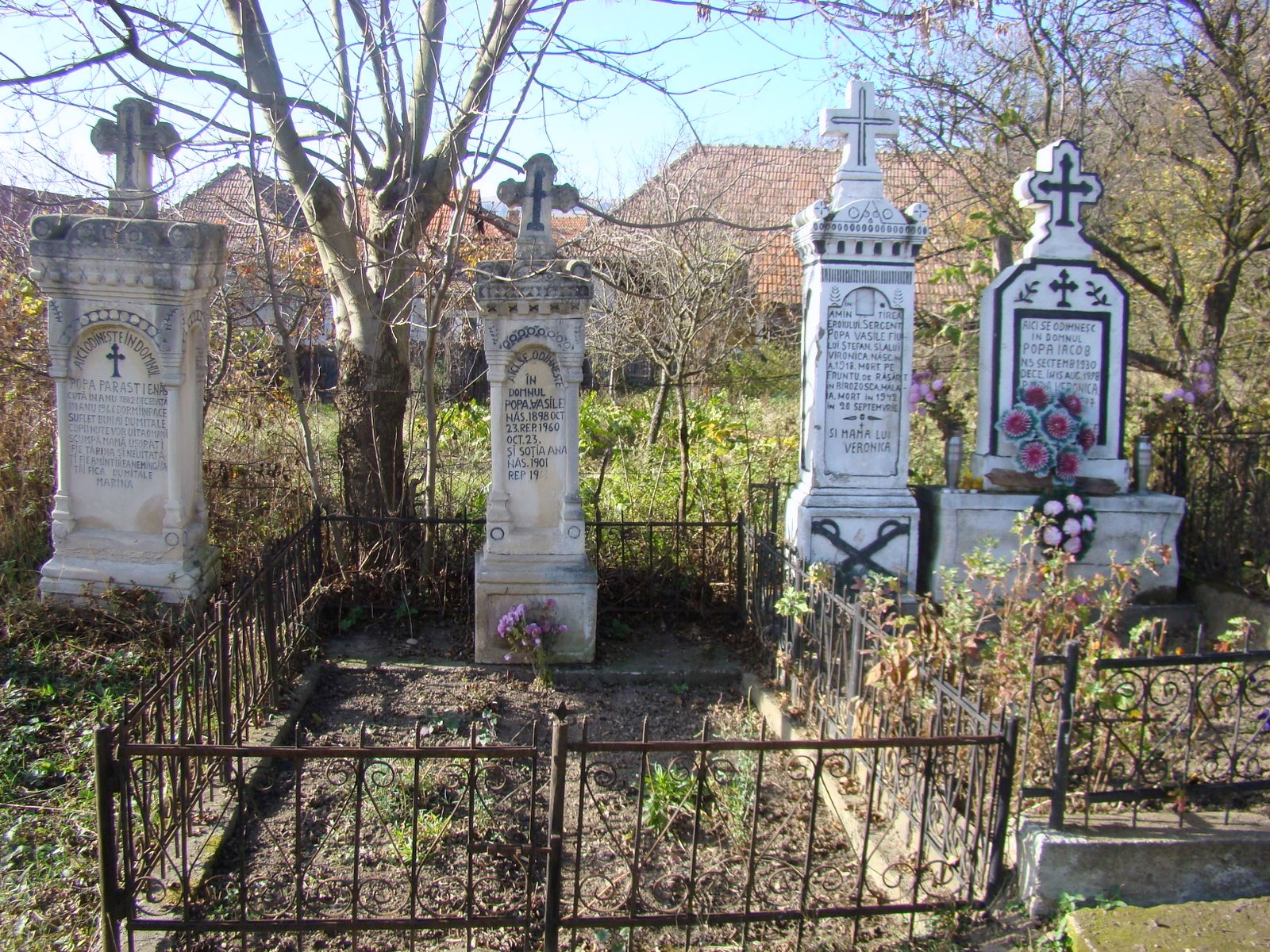